# Diecezja Créteil
Diecezja Créteil (fr. Diocèse de Créteil, łac. Dioecesis Christoliensis) – diecezja Kościoła rzymskokatolickiego we Francji, w metropolii paryskiej. Jej granice pokrywają się ze świeckim departamentem Dolina Marny. Została erygowana 9 października 1966 roku. Początkowo rolę katedry pełnił dawny kościół pw. św. Ludwika i św. Mikołaja w Choisy-le-Roi.